# فوسو رزا
میتسوبیشی فوسو روسا (Mitsubishi Fuso Rosa) خودرویی است که از 1960 تولید شده‌است. 
این خودرو در کلاس مینی‌بوس قرار گرفته، است. سامانه جعبه‌دندهٔ آن به دو صورت خودکار و دستی است.

## نگارخانه

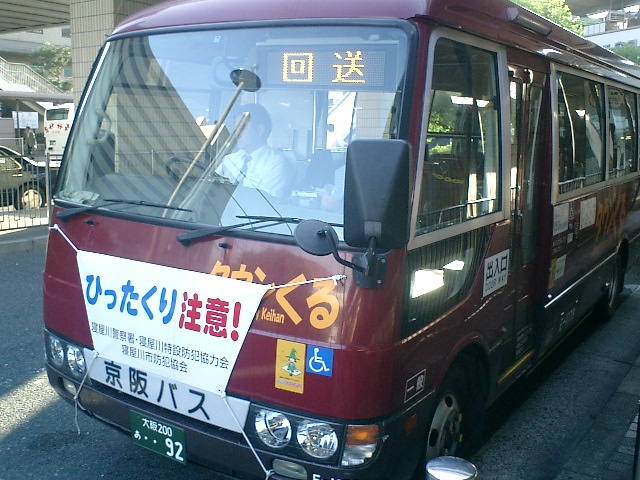
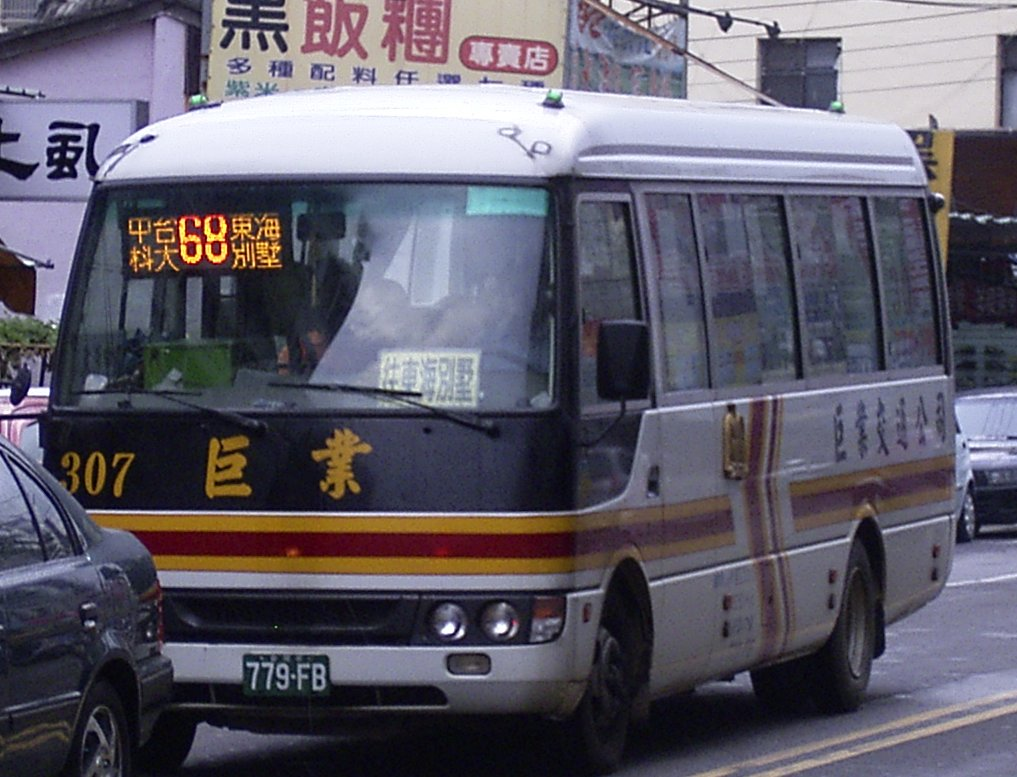
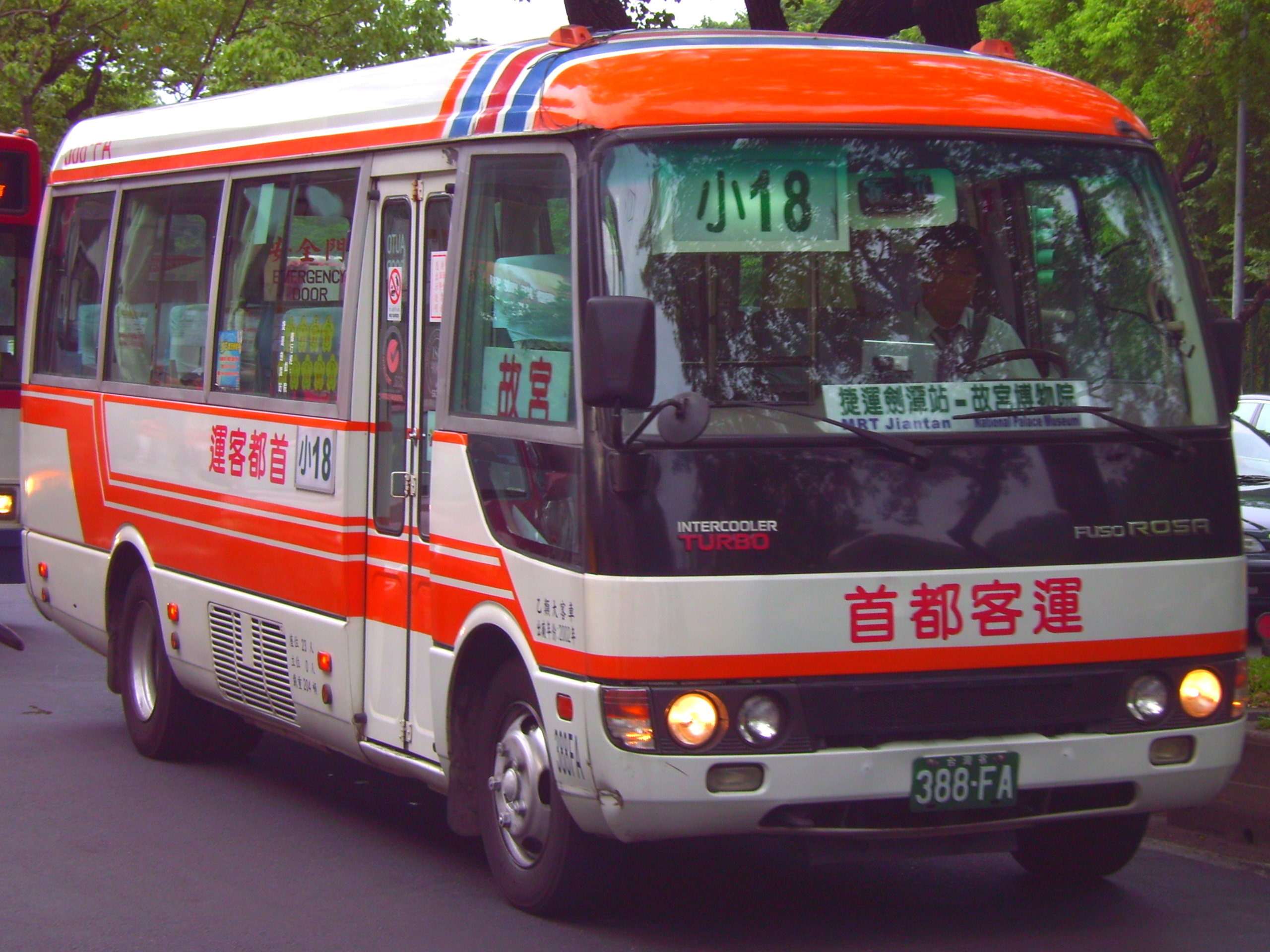
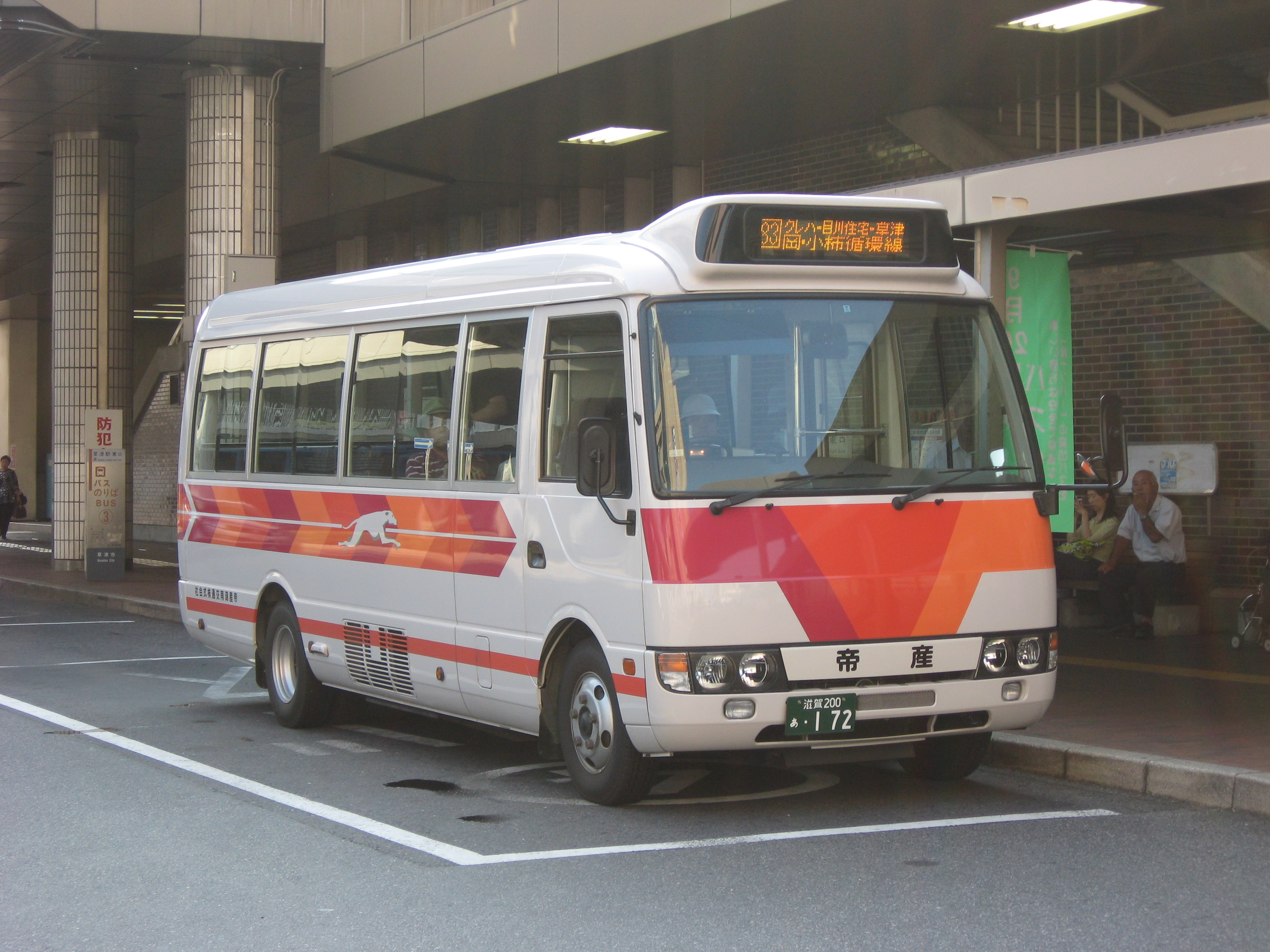